# Stelis brenesii
Stelis brenesii är en orkidéart som beskrevs av Rudolf Schlechter. Stelis brenesii ingår i släktet Stelis och familjen orkidéer. Inga underarter finns listade i Catalogue of Life.